# Pürkaformák
A pürkaformák (Pyrginae) a rovarok (Insecta) osztályába sorolt lepkék (Lepidoptera) rendjében, a valódi lepkék (Glossata) alrendjében a busalepkék családjának egyik alcsaládja.

## Rendszerezésük
Az alcsaládba az alábbi nemzetségek és nemek tartoznak:
- Achlyodidini
  - Achlyodes
  - Aethilla
  - Atarnes
  - Charidia
  - Doberes
  - Eantis
  - Eburuncus
  - Gindanes
  - Haemactis
  - Milanion
  - Ouleus
  - Paramimus
  - Pythonides
  - Quadrus
  - Zera
- Carcharodini
  - Arteurotia
  - Bolla
  - Burca
  - Carcharodus
  - Conognathus
  - Cyclosemia
  - Fuscocimex
  - Gomalia
  - Gorgopas
  - Hesperopsis
  - Iliana
  - Jera
  - Mictris
  - Mimia
  - Morvina
  - Muschampia
  - Myrinia
  - Nisoniades
  - Noctuana
  - Ocella
  - Pachyneuria
  - Pellicia
  - Pholisora
  - Polyctor
  - Sophista
  - Spialia
  - Staphylus
  - Xispia
  - Viola
  - Windia
- Celaenorrhinini
  - Alenia
  - Celaenorrhinus
  - Eretis
  - Katreus
  - Loxolexis
  - Pseudocoladenia
  - Sarangesa
  - Triskelionia
- Erynnini
  - Anastrus
  - Camptopleura
  - Chiomara
  - Corgythion
  - Cycloglypha
  - Ebrietas
  - Ephyriades
  - Erynnis
  - Gesta
  - Grais
  - Helias
  - Mylon
  - Potamanaxas
  - Sostrata
  - Speculum
  - Theagenes
  - Timochares
  - Tosta
- Pyrgini
  - Anisochoria
  - Antigonus
  - Carrhenes
  - Celotes
  - Clito
  - Cornuphallus
  - Diaeus
  - Echelatus
  - Eracon
  - Heliopetes
  - Heliopyrgus
  - Onenses
  - Paches
  - Plumbago
  - Pseudodrephalys
  - Pyrgus
  - Spioniades
  - Systasea
  - Timochreon
  - Trina
  - Xenophanes
  - Zobera
  - Zopyrion
- Pyrrhopygini
  - Oxynetrina
  - Passovina
  - Pyrrhopygina
  - Zonia
- Tagiadini
  - Abantis
  - Abraximorpha
  - Calleagris
  - Capila
  - Caprona
  - Chaetocneme
  - Chamunda
  - Coladenia
  - Ctenoptilum
  - Daimio
  - Darpa
  - Eagris
  - Exometoeca
  - Gerosis
  - Leucochitonea
  - Mooreana
  - Netrobalane
  - Netrocoryne
  - Odina
  - Odontoptilum
  - Pintara
  - Sarangesa
  - Satarupa
  - Semperium
  - Seseria
  - Tagiades
  - Tapena